# قائمة بأطول المباني في أتلانتا
أتلانتا عاصمة وأكبر مدينة في ولاية جورجيا الأمريكية، هي موطن لما لا يقل عن 37 ناطحة سحاب على ارتفاع 400 قدم (122 م). ويتجمع معظم هؤلاء حول شارع Peachtree في أحياء وسط المدينة وميدتاون وبكهيد، مع كون مدينة ساندي سبرينغز في ضواحي المدينة أيضًا موقعًا للعديد من ناطحات السحاب. أطول مبنى في أتلانتا هو بنك أمريكا الذي يتألف من 55 طابقًا، ويبلغ ارتفاعه 1,023 قدمًا (312 مترًا) ، وتم الانتهاء منه عام 1992.  كان بنك أمريكا بلازا سابقاً أطول مبنى في الولايات المتحدة خارج مدينة نيويورك وشيكاغو،  ، وأكبر مبنى في الولايات المتحدة. ثاني أطول مبنى في أتلانتا هو SunTrust Plaza ،يرتفع 871 قدمًا (265 م). 
بدأ تاريخ ناطحات السحاب في أتلانتا بإكمال البناء المنصف عام 1892.  مرت المدينة فيما بعد بطفرة بناء كبيرة، والتي بدأت في الثمانينات واستمرت حتى منتصف التسعينات. وقد تم الانتهاء من معظم ناطحات السحاب في المدينة، بما في ذلك أطول أربعة ناطحات سحاب في المدينة منذ عام 1985. وبصفة عامة، تعتبر أتلانتا موقعًا لـ 15 مبنى ا مكتملًا لا يقل ارتفاعها عن 492 قدمًا (150 مترًا). اعتبارا من عام 2012 ، تحتل أفق أتلانتا المرتبة الثانية في جنوب شرق الولايات المتحدة (خلف ميامي) ، والسابعة في الولايات المتحدة، و 30 في العالم مع 56 مبنى يرتفع على الأقل 330 قدم (100 م) في الارتفاع.  من أصل أطول 20 مبنى في جورجيا، يوجد 18 مبنى في أتلانتا ؛  أما الآخران، فيقع كونكورس كوربوريت سنتر الخامس والسادس في مدينة ساندي سبرينغز المجاورة ويقفان كأطول مبنى في الضواحي في البلاد.